# 阮福昀
阮福昀（越南语：／；1809年5月20日—1829年5月26日），越南阮朝嘉隆帝第十子，生母德妃黎氏評。
嘉隆八年四月初七日（1809年5月20日），阮福昀出生。嘉隆十六年（1817年），受封為廣威公（越南语：／）。阮福昀年少貪玩，性格傲慢。他的教導吳廷教學頗嚴，阮福昀十分厭惡他。某日，阮福昀令書童抓來蝦蟇，綁在庭院内鞭打它，還叫喊“你不要侮辱我”，皆因蝦蟇俗名（左虫右戒），與价同音。明命初年，明命帝又先後以陳大義和阮登仕為阮福昀老師。
明命十年（1829年）夏，阮福昀染上天花，不治身亡，壽二十一歲，明命帝輟朝三日，諡恭直，命長子阮福綿宗（後為紹治帝）前往致祭。在承天府香水縣春和社建祠祭祀。

## 子女
阮福昀沒有親生兒子，後過繼一子阮福鳳在。明命帝為其後裔制定了“鳳符徵啟廣，金玉卓標奇，典學期加志，敦彝克自持”二十字藩系詩，阮福昀子孫名字第一字需要按照藩系詩，第二字則按土、金、水、木、火的五行順序起名。